# Plain Dealing
Plain Dealing é uma cidade  localizada no estado americano de Luisiana, na Paróquia de Bossier.

## Demografia
Segundo o censo americano de 2000, a sua população era de 1071 habitantes.
Em 2006, foi estimada uma população de 1048, um decréscimo de 23 (-2.1%).

## Geografia
De acordo com o United States Census Bureau tem uma área de
4,1 km², dos quais 4,1 km² cobertos por terra e 0,0 km² cobertos por água. Plain Dealing localiza-se a aproximadamente 108 m acima do nível do mar.

## Localidades na vizinhança
O diagrama seguinte representa as localidades num raio de 24 km ao redor de Plain Dealing.